# Peter Lorenz

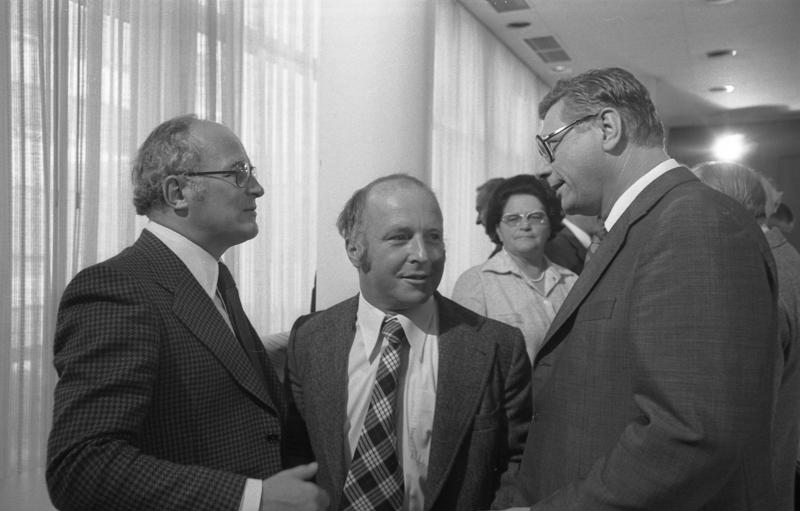
Peter Lorenz (à direita) com outros políticos alemães, em 1976, um ano após seu sequestro.

Peter Lorenz (22 de dezembro de 1922 — 6 de dezembro de 1987) foi um político alemão integrante da União Democrata-Cristã.
Lorenz teve notoriedade mundial em fevereiro de 1975, quando era candidato à prefeitura de Berlim Ocidental, ao ser sequestrado por um grupo extremista alemão, o Movimento 2 de Julho, ligado à Fração do Exército Vermelho (Grupo Baader-Meinhof). A liberdade de seis prisioneiros do Baader-Meinhof foi pedida em troca de Lorenz, entre eles Horst Mahler, um dos fundadores  - que não aceitou e preferiu continuar preso. Com a libertação dos restantes prisioneiros pedidos em resgate, enviados ao Yemen, Loren foi libertado no dia 4 de março.